# Cratere C. Herschel
C. Herschel è un cratere lunare di 13,7 km situato nella parte nord-occidentale della faccia visibile della Luna, sulla cresta lunare denominata Dorsum Heim, nel mezzo del Mare Imbrium. A sudovest si trova il cratere Heis, molto simile.
È un cratere circolare, a forma di ciotola, che non ha subito erosioni significative dall'epoca della sua formazione. La parte interna è caratterizzata dallo stesso valore relativamente basso di albedo del mare circostante.
Il cratere è dedicato a Caroline Herschel, astronoma e sorella di William Herschel.

## Crateri correlati
Alcuni crateri minori situati in prossimità di C. Herschel sono convenzionalmente identificati, sulle mappe lunari, attraverso una lettera associata al nome.
| C. Herschel | Coordinate            | Diametro (in km) |
| ----------- | --------------------- | ---------------- |
| C           | 37°13′48″N 32°37′12″W | 7,04             |
| E           | 34°12′36″N 34°41′24″W | 5,03             |
| U           | 36°12′00″N 31°26′24″W | 3,3              |
| V           | 36°27′36″N 33°29′24″W | 3,46             |